# Sant Baldiri de Galliners
Sant Baldiri de Galliners és una església gòtica de Vilademuls (Pla de l'Estany) inclosa a l'Inventari del Patrimoni Arquitectònic de Catalunya.

## Descripció
Edifici religiós d'una sola nau coberta amb volta de canó apuntat i absis pla, sense sobresortir de la nau. La planta és rectangular i estava coberta a dues aigües. Per damunt de la volta i sota el teulat hi havia una golfa practicable. El campanar, situat al costat, és d'espadanya. La façana principal s'orienta a ponent i té un accés format per una porta dovellada de pedra treballada, sobre la qual hi ha una finestra cònica que interiorment donava a una petita entreplanta formada només a l'entrada, que feia de petit balcó, frontalment situat respecte de l'altar. Al costat nord hi ha les restes d'antigues construccions adossades, avui derruïdes.

## Història
Ermita dedicada a Sant Baldiri, copatró de la parròquia de Galliners. Per la festa del Sant s'hi celebrava un concorregut aplec. Segons la llegenda local, el Sant va voler pertànyer a la parròquia de Galliners i com que el terme era disputat per altres pobles, va realitzar un acte prodigiós per demostrat aquella pertinença. El 1908 l'edifici estava en estat ruïnós i per aquest motiu, la imatge del sant titular va ser traslladada a l'església parroquial. Les restes de la volta són d'estil gòtic. A una porta hi ha la data de 1709, que indica una reforma. La referència més antiga trobada és la de 1639, en que en les visites pastorals es va fer constar que s'hi anava en processó dos cops l'any des de Galliners i que hi havia un altar ben ornat. Durant la guerra de la Independència, els francesos establiren un fortí al turó de Sant Baldiri.